# Bogusława Towalewska
Bogusława Maria Towalewska (ur. 19 stycznia 1958 w Wyrzysku) – polska polityk, nauczycielka i samorządowiec, posłanka na Sejm IV kadencji.

## Życiorys
Ukończyła w 1982 studia w Instytucie Nauk Politycznych na Uniwersytecie Wrocławskim. W latach 80. była członkinią Polskiej Zjednoczonej Partii Robotniczej. W latach 1982–1983 pracowała w wałeckim oddziale Zakładów Rowerowych Romet w Bydgoszczy. Następnie była instruktorem w Towarzystwie Wiedzy Powszechnej i nauczycielką oraz wicedyrektorem Szkoły Podstawowej nr 3 w Wałczu. Sprawowała też mandat posła IV kadencji z ramienia Sojuszu Lewicy Demokratycznej, wybranego w okręgu koszalińskim. W 2005 nie uzyskała mandatu, powróciła do kierowania zakładem oświatowym. W 2006 i 2010 uzyskiwała mandat radnej powiatu wałeckiego. W 2012 wygrała wybory uzupełniające na urząd burmistrza Wałcza. Utrzymała to stanowisko w wyborach w 2014. W 2018 przegrała głosowanie w pierwszej turze, uzyskała natomiast mandat radnej miejskiej w Wałczu. Również w 2024 bez powodzenia kandydowała na urząd burmistrza, a także ponownie została wybrana na radną.